# Maddiston
Maddiston est un village situé dans le Falkirk, en Écosse.